# Brug 2003
Brug 2003 is een vaste brug in Amsterdam-Oost, IJburg. Het is een van de kleinere bruggen in die wijk.
Ze is gelegen in de Diemerparklaan en voert over de gracht Groene Tunnel. Ze vormt een verbinding tussen het Grote Rieteiland en het westelijk deel van Haveneiland. De gemeente besteedde de ontwerpen voor bruggen op en naar IJburg destijds uit aan diverse architectenbureas. Ze kregen elk de opdracht mee met een bruggenfamilie te komen. Architect Jeroen van Schooten van (toen nog) Meyer en Van Schooten (MVSA) kwam met een serie bruggen, die bekend werd onder de naam Groene Tunnel, naar de gracht waar zij overheen liggen. De bruggen 2003, 2010, 2045, 2046 en 2047, maar ook sluis 2008, horen tot deze familie.
De brug bestaat uit een middelgedeelte van ter plaatse gestort beton. Dit was mogelijk omdat ten tijde van de bouw van de brug hier een zandvlakte lag. De brug kon zo op de zandondergrond gebouwd worden en werd daarna uitgegraven. De betonnen overspanning ligt over een enkele pijler/juk. Aan de buitenzijden van de overspanning hangen metalen rasters opgevuld met granulaat die dienen als voetpad. Daarop staan de enigszins naar binnen hellende balustrades.   

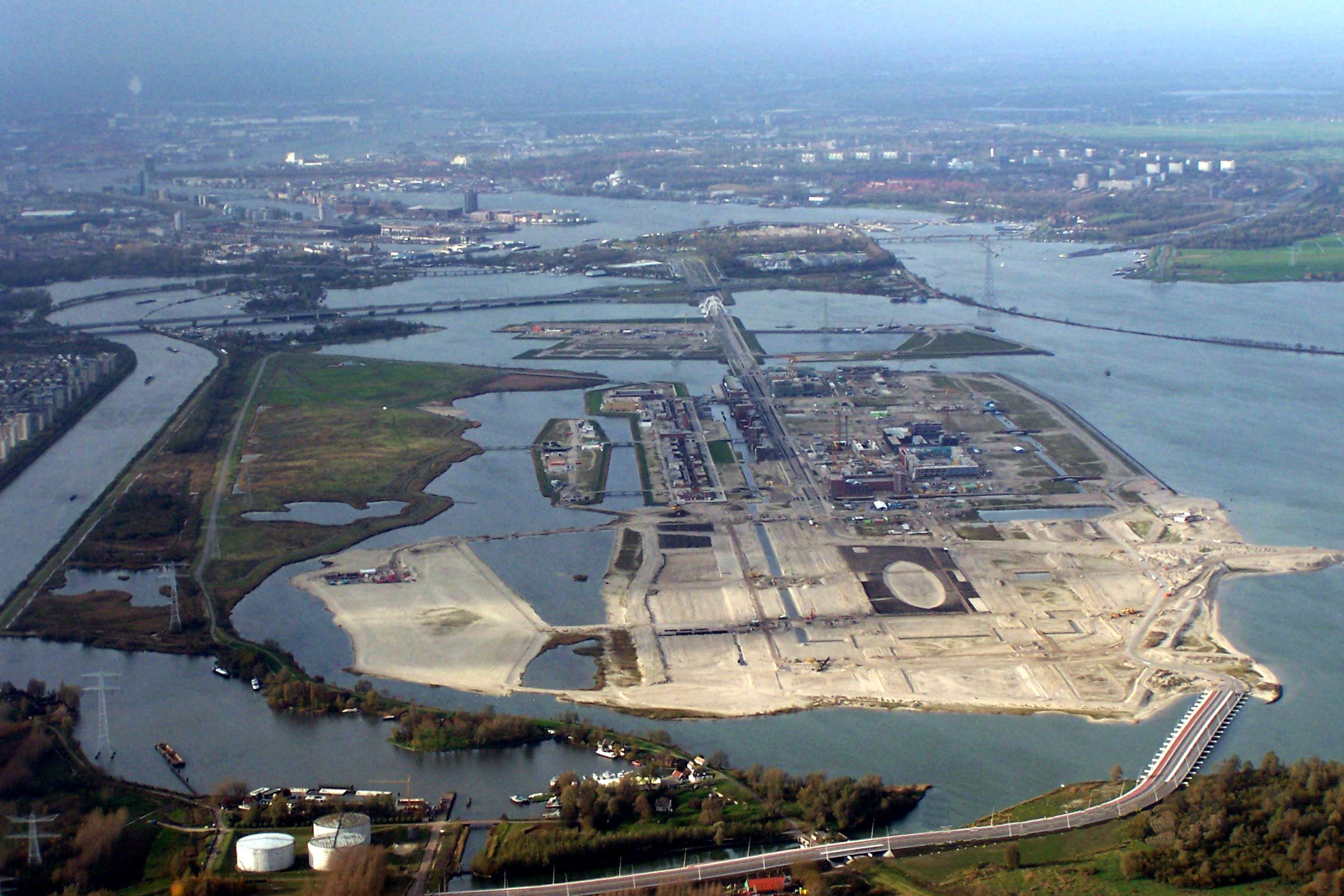
Brug 2003 ligt rechtsboven het groene veldje in het midden van de foto

<<< · 2000 · 2001 · 2002 · 2003 · 2004 · 2005 · 2006 · 2007 · 2008 · 2009 · 2010 · 2011 · 2012 · 2013 · 2014 · 2015 · 2016 · 2017 · 2018 · 2019 · 2020 · 2021 · 2022 · 2023 · 2025 · 2026 · 2027 · 2028 · 2029 · 2030 · 2031 · 2032 · 2033 · 2034 · 2035 · 2036 · 2037 · 2038 · 2039 · 2040 · 2041 · 2042 · 2043 · 2044 · 2045 · 2046 · 2047 · 2048 · 2050 · 2051 · 2054 · 2060 · 2080 · 2085 · 2086 · 2087 · 2088 · 2089 · 2090 · 2091 · 2092 · 2093 · 2094 · 2095 · 2096 · 2097 · 2098 · 2099
De overige brugnummers waren in januari 2022 (nog) niet bekend; de Uyllanderbrug ligt officieel in Diemen, maar heeft de Amsterdamse nummering 2007.